# Aristida stricta
Aristida stricta är en gräsart som beskrevs av André Michaux. Aristida stricta ingår i släktet Aristida och familjen gräs. Utöver nominatformen finns också underarten A. s. beyrichiana.